# Uļjana Semjonova
Uļjana Semjonova (oroszul: Ульяна Ларионовна Семёнова, Uljana Larionovna Szemjonova; 1952. március 9. –) olimpiai-, világ- és Európa-bajnok szovjet válogatott lett kosárlabdázó. A szovjet válogatott tagjaként nem vesztett hivatalos nemzetközi találkozót.

## Pályafutása

### Klubcsapatban
Uļjana Semjonova 1952. május 9-én született a szovjet – ma Litvánia területéhez tartozó – Zarasai városában. Az 1970-es és 1980-as években Szemjonova 213 centiméteres magasságával a világ akkori legjobb játékosa volt. Férfi méretű, 21-es (USA) / 58-as (EU) cipő viselése miatt is vált ismertté, a női kosárlabdában egyedülálló termete és mérete miatt is kiemelkedett a mezőnyből. Szinte egész pályafutását a TTT Riga csapatában töltötte. Tizenöt bajnoki címet és tizenegy Bajnokcsapatok Európa-kupája – a mai Euroliga elődje – címet nyert az akkor Daugava néven szereplő együttessel. Huszonkét éven át tartó pályafutásából húsz szezont a TTT Riga csapatában töltött, majd az 1980-as évek végén két szezont játszott Nyugat-Európában. Az 1987–88-as idényben a spanyol Tintorettó, egy évvel később a francia Valenciennes csapatában szerepelt. Egy további rekordja, hogy 1975-ben az olasz Geas elleni Bajnokcsapatok Európa-kupája mérkőzésen egymaga 54 pontot szerzett.

### A válogatottban
A szovjet női válogatottnak tizennyolc éven át volt tagja, ezalatt nem veszített hivatalos nemzetközi mérkőzést. Két olimpiai aranyérmet nyert 1976-ban és 1980-ban, emellett háromszoros világ- és tízszeres Európa-bajnok. 1970 és 1985 között 12 alkalommal lett Lettországban az év sportolója, 1993-ban pedig az első női játékosként választották be a Kosárlabda Hírességek Csarnokába. 1976-ban megkapta a Munka Vörös Zászló Érdemrendje kitüntetést. 1999-ben a Női Kosárlabda Hírességek Csarnokába is beválasztották.

## További információ
- Uljana Szemjonova, a 2,13 méteres szovjet henger
- Kosárlabda Hírességek Csarnoka
- FIBA Hall of Fame, Uļjana Semjonova